# Посольство Греции на Украине
Посольство Греческой Республики в Киеве — официальное дипломатическое представительство Греческой Республики на Украине, отвечает за развитие и поддержание отношений между Грецией и Украиной с параллельной аккредитацией в Республике Молдова.

## История посольства
После провозглашения независимости Украиной 24 августа 1991 года Греция признала Украину 31 августа того же года. 15 января 1992 года между Украиной и Грецией были установлены дипломатические отношения. Посольство Греции на Украине было образовано на основе закона 2080, который был опубликован в Греческой правительственной газете 163Α/9.9.1992, и было открыто в мае 1993 года, с параллельной аккредитацией в Республике Молдова.
Первым греческим послом на Украине стал Василиос Пацикакис, который вручил верительные грамоты президенту Украины Леониду Кравчуку в августе 1993 года. Сначала Посольство и резиденция Посла располагалось в отеле «Национальный», впоследствии было перенесено на улицу Софиевская, 19. В 1996 году открылись Генеральные консульства в Мариуполе под руководством Тимолеона Канеллопулоса и в Одессе во главе с Ифигенией Контолеонтос.
Следующим Послом был Димитрис Контумас, который приступил к исполнению обязанностей посла в августе 1998 года.
В феврале 2002 года посольство возглавил господин Панайотис Гумас, который занимал должность до января 2006 года.
В сентябре 2003 года посольство переместилось на улицу Панфиловцев (ныне — Добровольческих батальонов), 10.
В январе 2006 года Посольство возглавил господин Димитриу Хараламбос, который находился в должности до 8 сентября 2009 года. С 9 сентября 2009 года Чрезвычайным и Полномочным Послом Греции в Киеве стал Георгиос Георгунтзос, полномочия которого завершились 19 июня 2013 года.

## Состав посольства
- Посол
- Заместитель Главы Миссии
- Секретариат
- Консульский отдел. Генеральный Консул — Димитриос Транос.
- Офис военного атташе.
- Экономическо-торговый отдел

## Послы
1. Василиос Пацикакис (1993—1998)
2. Димитрис Контумас (1998—2002)
3. Панайотис Гумас (2002—2006)
4. Хараламбос Димитриу (2006—2009)
5. Георгиос Георгунтзос (2009—2013)
6. Василис Пападопулос[3][4] (2013—2016)
7. Георгиос Пукамиссас (2016—2019)
8. Василиос Борновас (2019 — н. в.)